# Équipe d'Afrique du Sud de rugby à XV au tri-nations 2005
L'Équipe d'Afrique du Sud de rugby à XV au tri-nations 2005 est composée de 24 joueurs. Elle termine deuxième de la compétition avec 13 points, trois victoires et une défaite.

## Effectif

### Première ligne
- Eddie Andrews (1 match, 0 comme titulaire)
- Gary Botha (1 match, 0 comme titulaire)
- Os du Randt (3 matchs, 3 comme titulaire)
- John Smit (4 matchs, 4 comme titulaire) (capitaine)
- Gurthrö Steenkamp (3 matchs, 1 comme titulaire)
- CJ van der Linde (4 matchs, 4 comme titulaire)

### Deuxième ligne
- Bakkies Botha (4 matchs, 4 comme titulaire)
- Victor Matfield (4 matchs, 4 comme titulaire)
- Albert van den Berg (2 matchs, 0 comme titulaire)

### Troisième ligne
- Schalk Burger (4 matchs, 3 comme titulaire)
- Jacques Cronjé (3 matchs, 1 comme titulaire)
- Juan Smith (4 matchs, 4 comme titulaire)
- Joe van Niekerk (4 matchs, 4 comme titulaire)

### Demi de mêlée
- Enrico Januarie (4 matchs, 3 comme titulaire)
- Fourie du Preez (3 matchs, 1 comme titulaire)

### Demi d’ouverture
- Andre Pretorius (4 matchs, 4 comme titulaire)
- Jaco Van der Westhuyzen (2 matchs, 0 comme titulaire)

### Trois quart centre
- De Wet Barry (1 match, 1 comme titulaire)
- Jaque Fourie (4 matchs, 4 comme titulaire)
- Wayne Julies (1 match, 0 comme titulaire)
- Jean de Villiers (4 matchs, 4 comme titulaire)

### Trois quart aile
- Bryan Habana (4 matchs, 4 comme titulaire)
- Breyton Paulse (3 matchs, 3 comme titulaire)

### Arrière
- Percy Montgomery (4 matchs, 4 comme titulaire)